# Podzemní dráha Möbius
Podzemní dráha Möbius (anglicky „A Subway Named Moebius“) je vědeckofantastická povídka amerického astronoma a spisovatele Armina J. Deutsche, která vyšla poprvé v prosinci 1950 v časopise Astounding Science Fiction. Vyšla ve sbírkách The Omnibus of Science Fiction a Fantasia Mathematica. Česky vyšla ve sbírce Těžká planeta (Triton, 2002, 2005, 2011). V roce 2001 byla zpětně nominována na cenu Hugo za rok 1951 v kategorii „nejlepší povídka“, ale nezvítězila.
Povídka líčí záhadné zmizení vlakové soupravy v podzemní dráze. Autor se údajně inspiroval bostonským metrem, když zde pracoval na katedře astronomie Harvardovy univerzity.

## Postavy
- Jack O'Brien – dozorčí stanice v Park Street
- Warren Sweeney – zaměstnanec depa ve Forrest Hills
- Kelvin Whyte – ředitel metra
- Roger Tupelo – matematik z Harvardovy univerzity
- Dorkin – pohřešovaný vlakvedoucí
- Gallagher – pohřešovaný vlakvedoucí

## Děj
V bostonském metru se 4. března záhadně ztratí celá vlaková souprava č. 86 i s desítkami lidí. Událost se stala pouhý den poté, co byla dokončena boylstonská jednokolejka – spojka propojující sedm různých tratí ve 4 rozdílných hloubkách. Pátrání nepřinese žádné výsledky, po vlaku jako by se slehla země. Řediteli bostonské podzemní dráhy Kelvinu Whyteovi nabízí svou pomoc matematik Roger Tupelo, který přijde s hypotézou, že vlak musí stále na dráze být, ale mimo tento prostor. Domnívá se, že na trati jsou uzlové body, póly vyššího řádu prostoru, singularity. Ředitel mu příliš nevěří. Tupelo navrhuje kontaktovat topologa Merrita Turnbulla, nicméně ten je také nezvěstný od 3. března. Je velmi pravděpodobné, že jel soupravou č. 86. Whyteovi dochází trpělivost, myslí si, že potrhlý matematik záhadu jistě nerozřeší. Názor změní ve chvíli, kdy mu dojde zpráva, že se na trati dějí podezřelé věci. Některé vlaky mají červenou na návěstidlech a vlakvedoucí občas slyší (ale nevidí) projíždějící soupravu, která by na daném místě vůbec neměla být.
Svědkem podobné události jsou i ředitel Whyte s Tupelem a dalšími osobami během jednání v jednom z vagonů. Ředitel chce nechat uzavřít boylstonskou jednokolejku, což matematik nedoporučuje. Tvrdí, že pak by se vlak už nevrátil, takto ještě existuje naděje, že se vynoří zpět do známého prostoru. Potom ovšem hrozí i srážka.
Čas plyne a výsledek se nedostavuje. Tisk a rodiny, které pohřešují své blízké tlačí dál na vedení podzemní dráhy. Roger Tupelo jednoho dne cestuje podzemním spojem, když mu šestý smysl přikáže zvednout oči od rozečteného časopisu. Všimne si, že cestující listují starými novinami ze 4. března. Uvědomí si, že sedí ve ztraceném vlaku. Zatáhne za ruční brzdu a vyzpovídá vlakvedoucího. Je jím pohřešovaný Dorkin. Okamžitě telefonicky zalarmuje ústřednu a žádá si ředitele, jemuž vysvětlí, že se spoj č. 86 odněkud vynořil. Vlak pokračuje na stanici Harvard, kde už čeká policie a záchranná služba. Whyte chce vědět, jestli je ve vlaku i profesor Turnbull. Tupelo odpoví, že musel již dříve vystoupit a doporučuje uzavřít jednokolejku, aby zase nezmizela nějaká souprava. Dozvídá se, že právě to se stalo.

## Filmová adaptace
V roce 1996 byl podle povídky natočen argentinský sci-fi film s názvem Moebius.

## Poznámka
Na myšlence Möbiovy pásky je vystavěn také příběh v povídce Arthura C. Clarka „Stěna z temnoty“.